# Helius (Helius) tonaleah
Helius (Helius) tonaleah is een tweevleugelige uit de familie steltmuggen (Limoniidae). De soort komt voor in het Australaziatisch gebied.